# Sebastián Fernández
Sebastián Bruno Fernández Miglierina (Montevideo, 1985. május 23. –) uruguayi válogatott labdarúgó, a Danubio játékosa.
Az uruguayi válogatott tagjaként részt vett a 2010-es világbajnokságon.

## Pályafutása

### Klubcsapatokban
Sebastián Bruno Fernández Miglierina 1985. március 23-án látta meg a napvilágot Uruguay fővárosában, Montevideoban és 2004-ben kezdte meg profi labdarúgó pályafutását a Miramar Misiones csapatánál, amelynél 2007-ig játszott. Ekkor csatlakozott a Defensor Sporting egyesülethez. Tagja volt a 2007-es Apertura és a 2008-as uruguayi kupagyőztes gárdának. 
2008-ban Argentínába igazolt a Club Atlético Banfieldhez. Egy évvel később Apertura bajnoki címet ünnepelhetett. Kulcsjátékosként a 19 fellépésből, 16-on jutott szerephez. 2009. december 13-án a Banfield a klub történetében először megnyerte az argentin bajnokságot. 2010. február 17-én két gólt szerzett, amikor legyőzték az ecuadori Deportivo Cuencát a Copa Libertadoresben, 4–1 arányban.
2010 júliusában orvosi vizsgálaton volt a spanyol La Ligában szereplő Málaga CF-nél. 2010. augusztus 5-én négy évre szóló szerződést írt alá 3,6 millió euró ellenében. 2010. augusztus 28-án gólt szerzett a Valencia elleni hazai mérkőzésen. A szezont végül 7 bajnoki góllal zárta, ezzel a klub második legtöbb gólt szerzője lett. 2011–2012-re, Ruud van Nistelrooy nyári szerződtetése után lefokozták harmadik számú csatárrá és gyakran csak csereként kapott lehetőséget. 2012 novemberében megszerezte első Bajnokok Ligája csoportkörbeli gólját az orosz Zenyit Szenpétervár elleni, idegenbeli 2–2-es döntetlen során.
2013 nyarán aláírt a Rayo Vallecanóhoz, de a szezon elején megsérült, ami miatt szinte az egész idényt kihagyni kényszerült. A 86. percben szerzett egy fejes gólt 2014. április 26-án a Granada elleni 3–0-s győzelemben. Ez volt az első, és egyetlen bajnoki találata több mint évvel a klubhoz való érkezése óta.
2014. augusztus 1-jén visszatért hazájába, és csatlakozott a Nacionalhoz. 2020 végéig 161 összecsapáson 46 alkalommal volt eredményes a bajnokságban. 2021 áprilisában a Liverpool Montevideohoz igazolt. 2022. január 5-én szülővárosa egyik csapatának, a Danubiónak a játékosa lett egy éves megállapodással.

### A válogatottban
Fernández 2006. május 24-én, egy Románia elleni barátságos mérkőzésen csereként debütált az uruguayi felnőtt válogatottban. 2010 májusában meghívót kapott a 2010-es dél-afrikai világbajnokságra. Első nemzeti találatát Kína ellen egy barátságos találkozón szerezte meg.

## Statisztikái

### A válogatottban
| Nemzet   | Év       | Mérkőzés | Gól |
| -------- | -------- | -------- | --- |
| Uruguay  | 2006     | 1        | 0   |
| Uruguay  | 2007     | 0        | 0   |
| Uruguay  | 2008     | 2        | 0   |
| Uruguay  | 2009     | 2        | 0   |
| Uruguay  | 2010     | 6        | 1   |
| Uruguay  | 2011     | 2        | 1   |
| Uruguay  | 2012     | 1        | 0   |
| Összesen | Összesen | 14       | 2   |

### Góljai a válogatottban
| #  | Dátum              | Helyszín                          | Ellenfél    | Gól | Eredmény | Kiírás              |
| -- | ------------------ | --------------------------------- | ----------- | --- | -------- | ------------------- |
| 1. | 2010. október 12.  | Vuhani Sportközpont, Vuhan, Kína  | Kína        | 4–0 | 4–0      | Barátságos mérkőzés |
| 2. | 2011. november 15. | Stadio Olimpico, Róma Olaszország | Olaszország | 1–0 | 4–0      | Barátságos mérkőzés |

## Sikerei, díjai
Defensor Sporting
- Uruguayi bajnok (1): 2007–08

Banfield
- Argentin bajnok (1): 2009

Nacional
- Apertura győztes (1): 2014, 2016, 2019

## Külső hivatkozások
- Sebastián Fernández – a FIFA adatbázisában
- Sebastián Fernández a National-football-teams.com oldalon